# Лачин (аэропорт)
Лачинский международный аэропорт (азерб. Laçın beynəlxalq hava limanı) — международный аэропорт, расположенный вблизи села Корчу Лачинского района Азербайджана. Лачинский аэропорт является самым высокогорным аэропортом на территории Азербайджана.

## Общие сведения
Аэропорт расположен в 30 км от города Лачин, в 70 км от города Шуша и в 60 км от города Кельбаджар в сложном горном рельефе на высоте 1 738 м над уровнем моря. 
Аэропорт стал девятым международным аэропортом Азербайджана, и третьим аэропортом, введённым в строй на освобождённых территориях. 
Аэропорт является основным воздушным узлом, соединяющим Карабах и Восточный Зангезур с остальной частью Азербайджана. 
Длина взлётно-посадочной полосы аэропорта составляет 3000 м, ширина — 60 м. На перроне имеется 6 стоянок для самолётов.  
Площадь перрона — более 60 000 м².  
Аэропорт рассчитан на приём различных типов самолётов, включая грузовые. 
Площадь здания терминала составляет 5 000 м². Терминал рассчитан на 200 пассажиров в час. 
Аэропорт оснащён системой управления воздушным движением «Phoenix».
Действует система видеонаблюдения и высокоскоростной связи.
Территория аэропорта составляет 130 гектар.
26 мая 2025 года аэропорту присвоен международный статус.

## История
В период Азербайджанской ССР аэропортов в данной местности не было. 
1 декабря 2020 года по условиям заявления о прекращении огня в Нагорном Карабахе Армения вернула Азербайджану Лачинский район, который в ходе Первой карабахской войны был занят армянскими вооружёнными формированиями. 
В январе 2021 года президент Азербайджана дал поручение начать поиск территории для строительства аэропорта на территории Кельбаджарского или Лачинского районов. Из-за сложного рельефа этих районов, поиск подходящей местности занял много времени. В итоге была выбрана территория в окрестностях села Корчу Лачинского района, где после проведения земляных работ станет возможно строительство аэропорта. По данным строительной компании, с территории (в том числе подрывным методом) предстоит извлечь 6,9 млн м³ и засыпать 3,8 млн м³ земли.

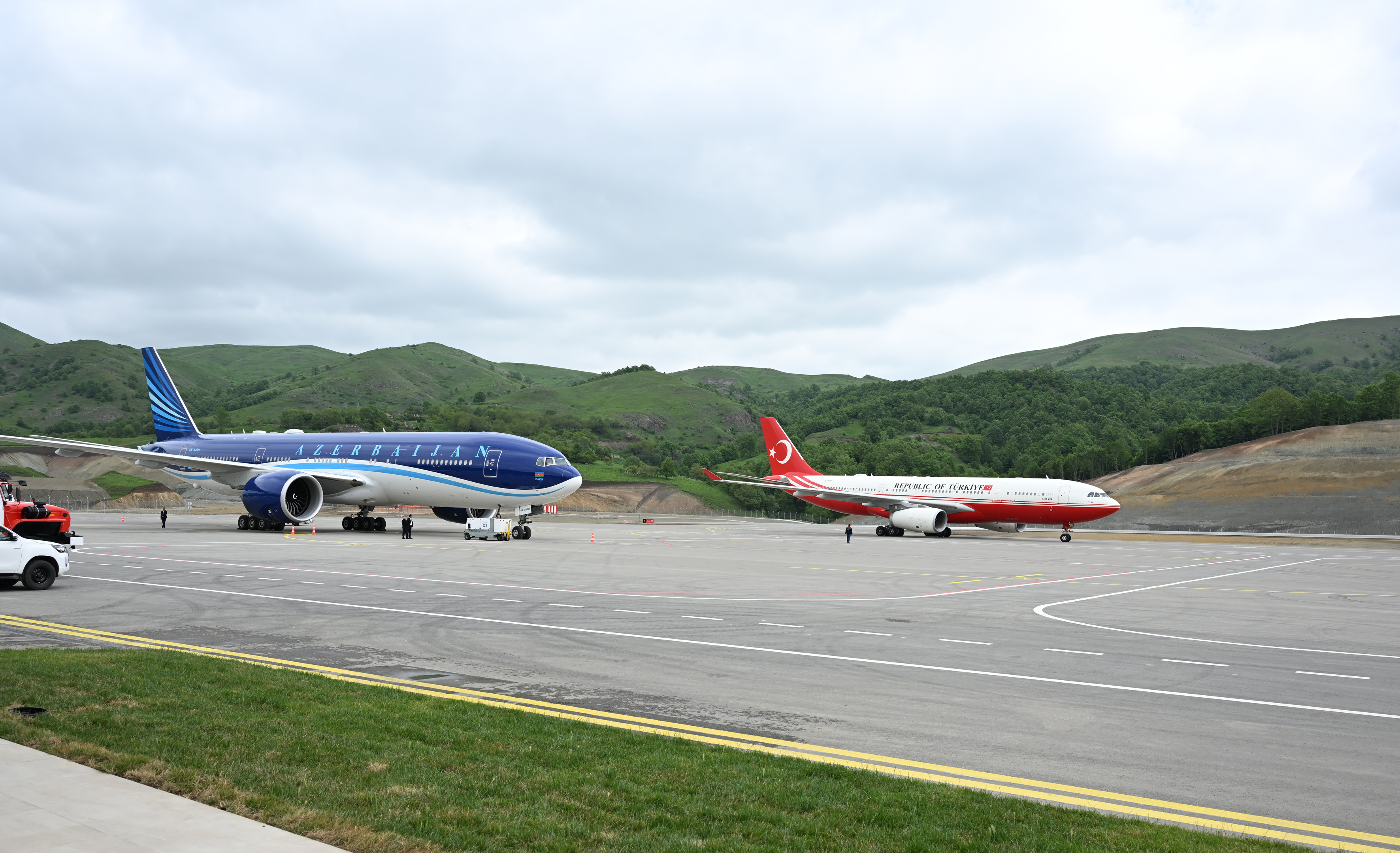
Лачинский международный аэропорт Май 2025

16 августа 2021 года состоялась церемония закладки фундамента. В реализации проекта приняли участие более 13 компаний Турции.
28 мая 2025 года состоялась церемония открытия аэропорта с участием президента Азербайджана Ильхама Алиева и президента Турции Реджепа Тайипа Эрдогана.

## Галерея

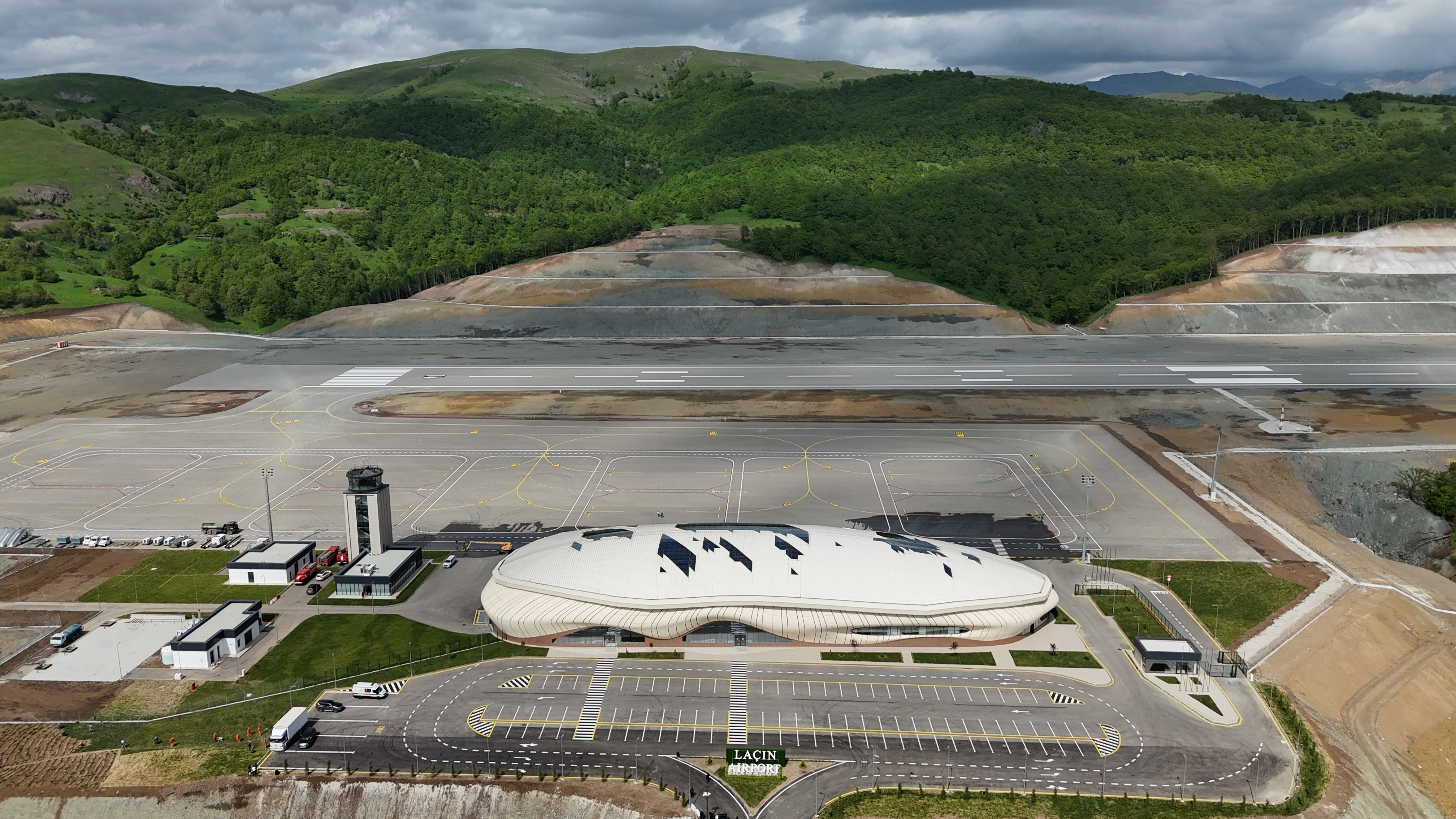
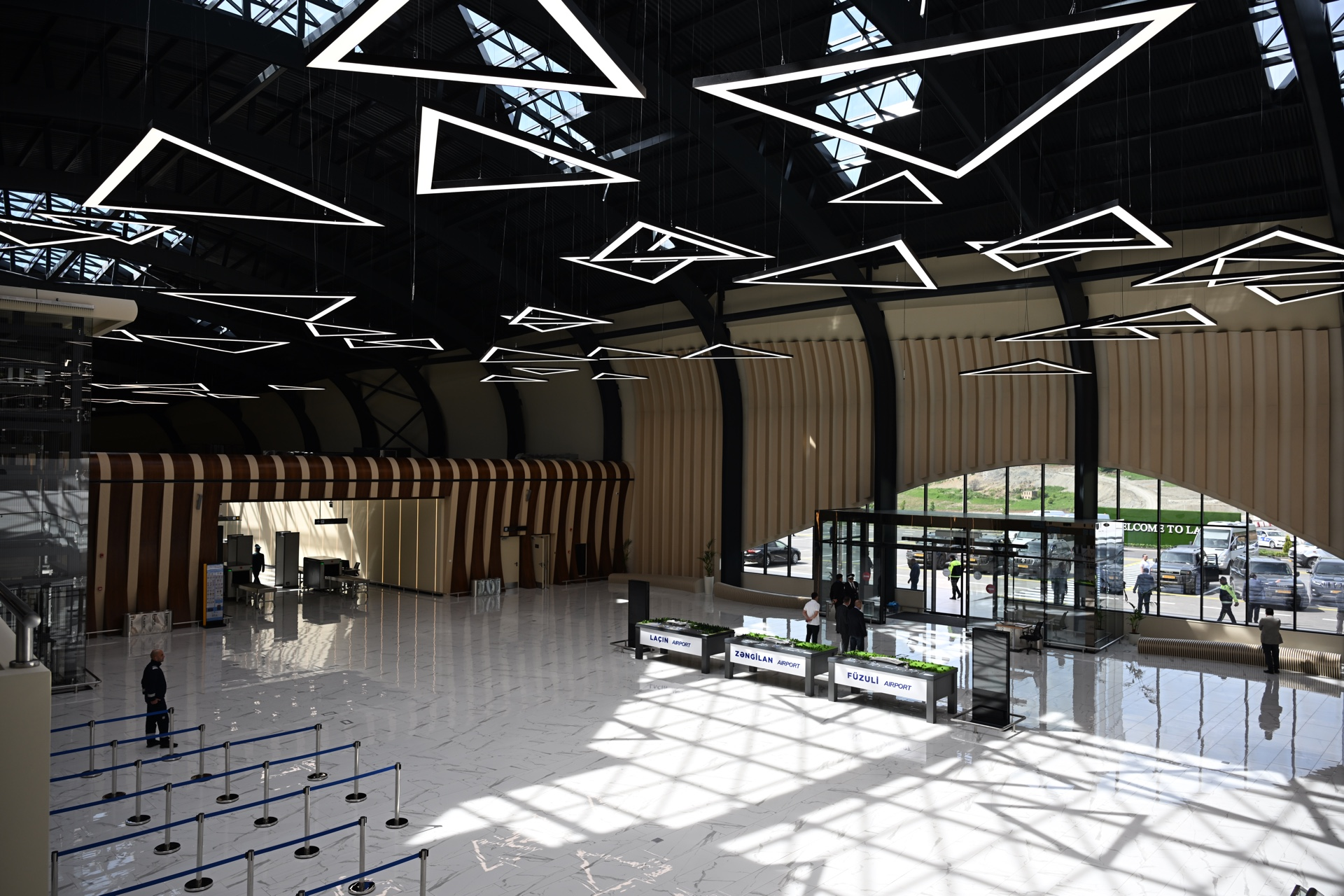
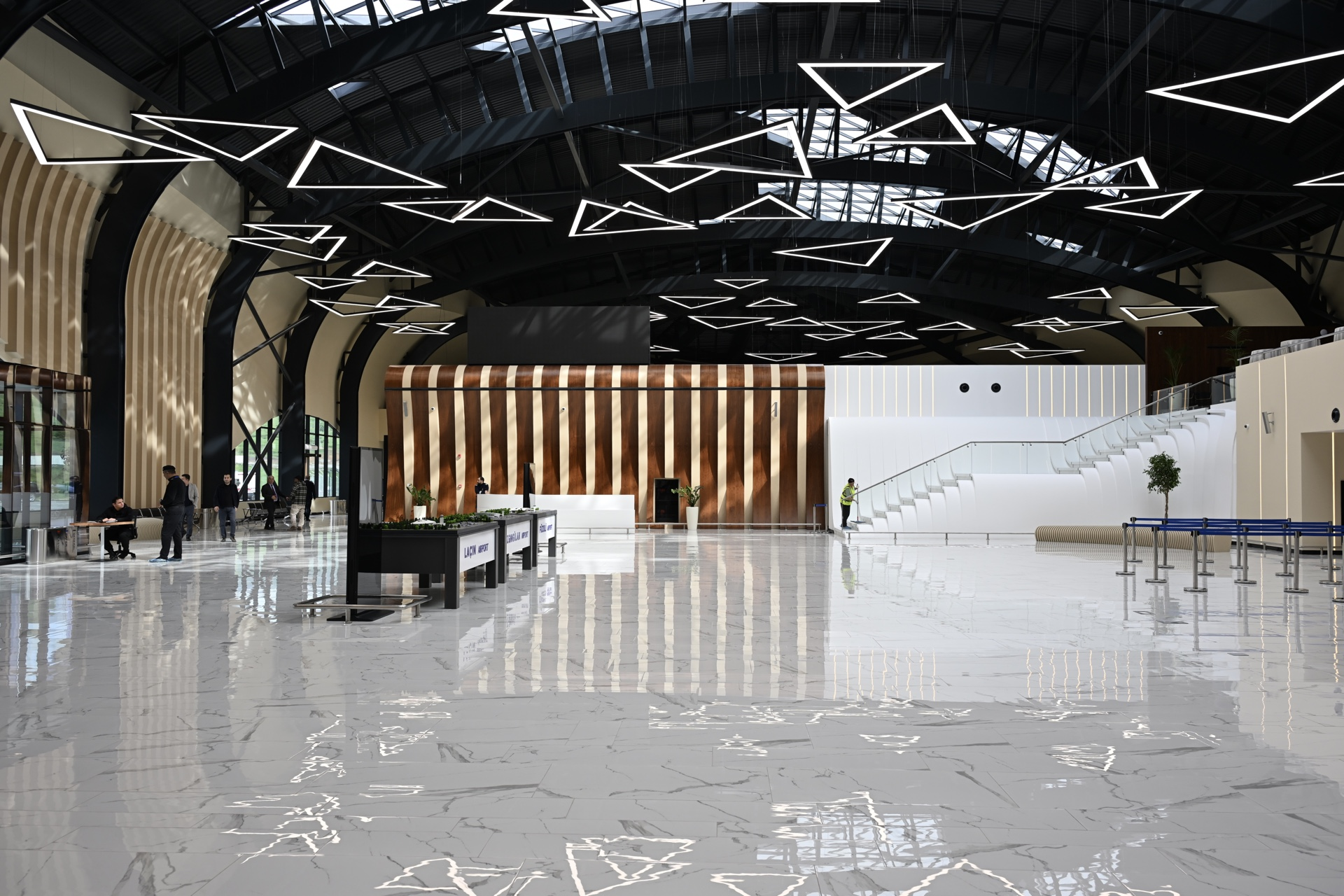
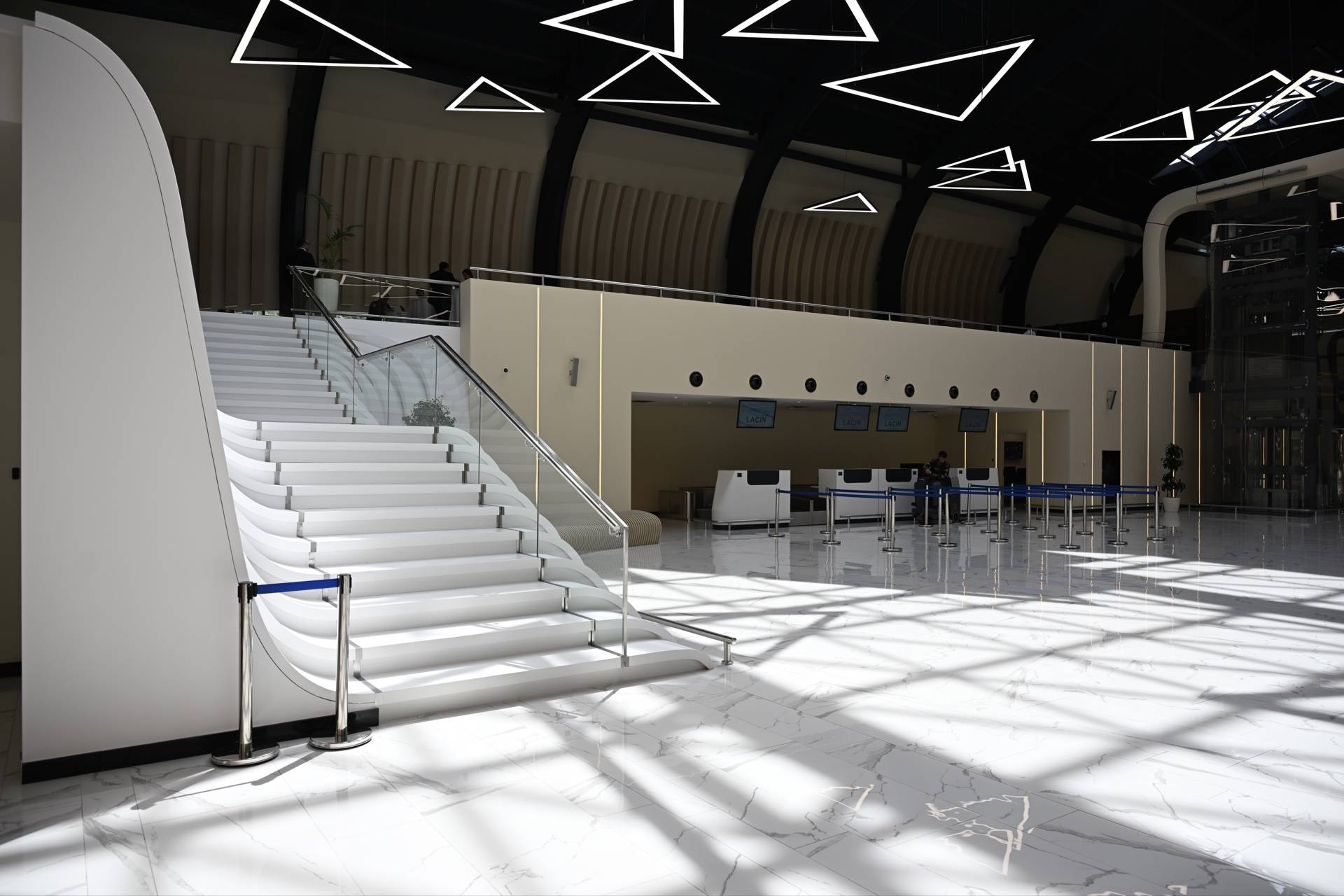
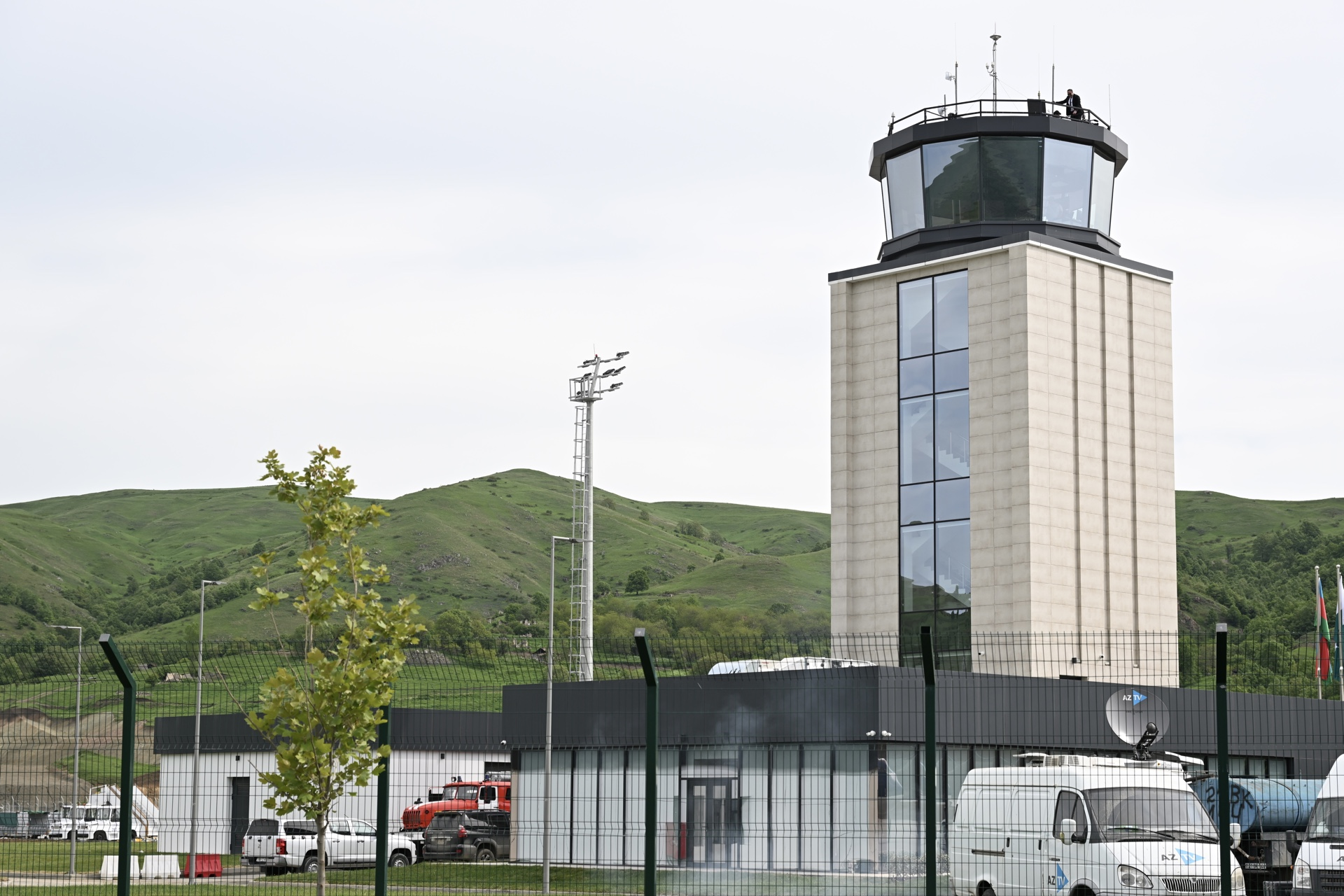